# زفره
زفره (به انگلیسی: Zaffre) (همچنین زافر نوشته می‌شود)، یک ماده پیش‌علمی یا کیمیاگری، با رنگدانه آبی تیره‌ای است که از برشته کردن سنگ کبالت به دست می‌آید و از نوع ناخالص اکسید کبالت یا آرسنات کبالت ناخالص ساخته می‌شود. در دوران ویکتوریا از زافر برای تهیه شیشه کبالت و رنگ‌آمیزی شیشه به رنگ آبی استفاده می‌شد.
نخستین استفاده ثبت‌شده از zaffer به عنوان یک نام رنگ در انگلیسی در دهه ۱۵۵۰ بود (سال دقیق نامشخص).